# 石見松原駅
石見松原駅（いわみまつばらえき）は、島根県邑智郡美郷町長藤松原にあった、西日本旅客鉄道（JR西日本）三江線の駅（廃駅）である。三江線の廃止に伴い、2018年（平成30年）4月1日に廃駅となった。

## 歴史
- 1975年（昭和50年）8月31日：三江線の浜原駅 - 口羽駅間延伸に伴い、開業[1]。旅客営業のみ。
- 1987年（昭和62年）4月1日：国鉄分割民営化により、西日本旅客鉄道が承継[1]。
- 2018年（平成30年）4月1日：三江線の全線廃止に伴い、廃駅となる。

## 駅構造
三次方面に向かって左側（構内東側）に、単式ホーム1面1線を持つ地上駅（停留所）であった。ホーム上に待合室があるのみの無人駅（浜田鉄道部管理）で、入場時は直接ホームに入る形状になっていた。なお、自動券売機などの各種設備は無かった。

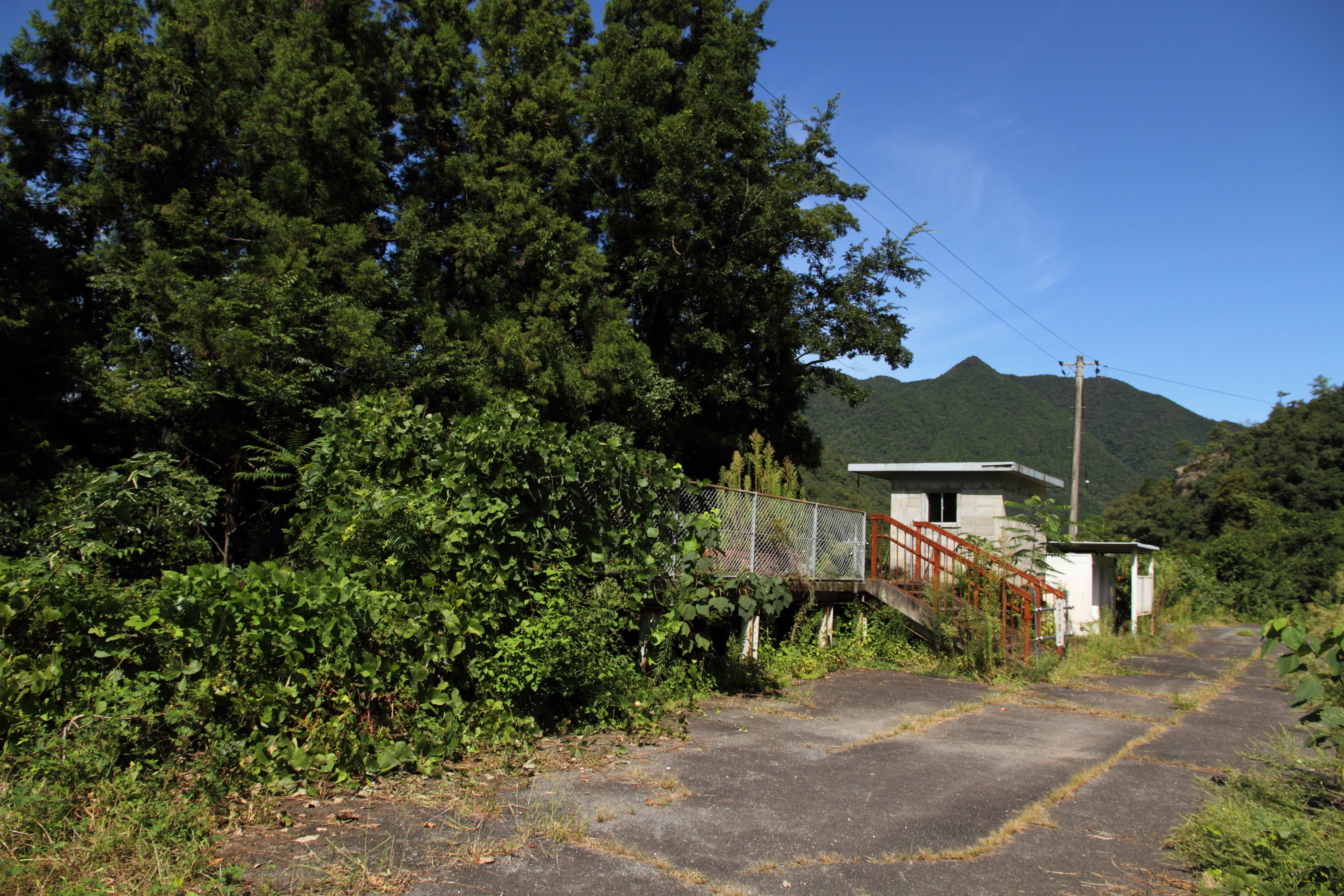
駅入口（2019年9月、ホームは立入禁止となっている）
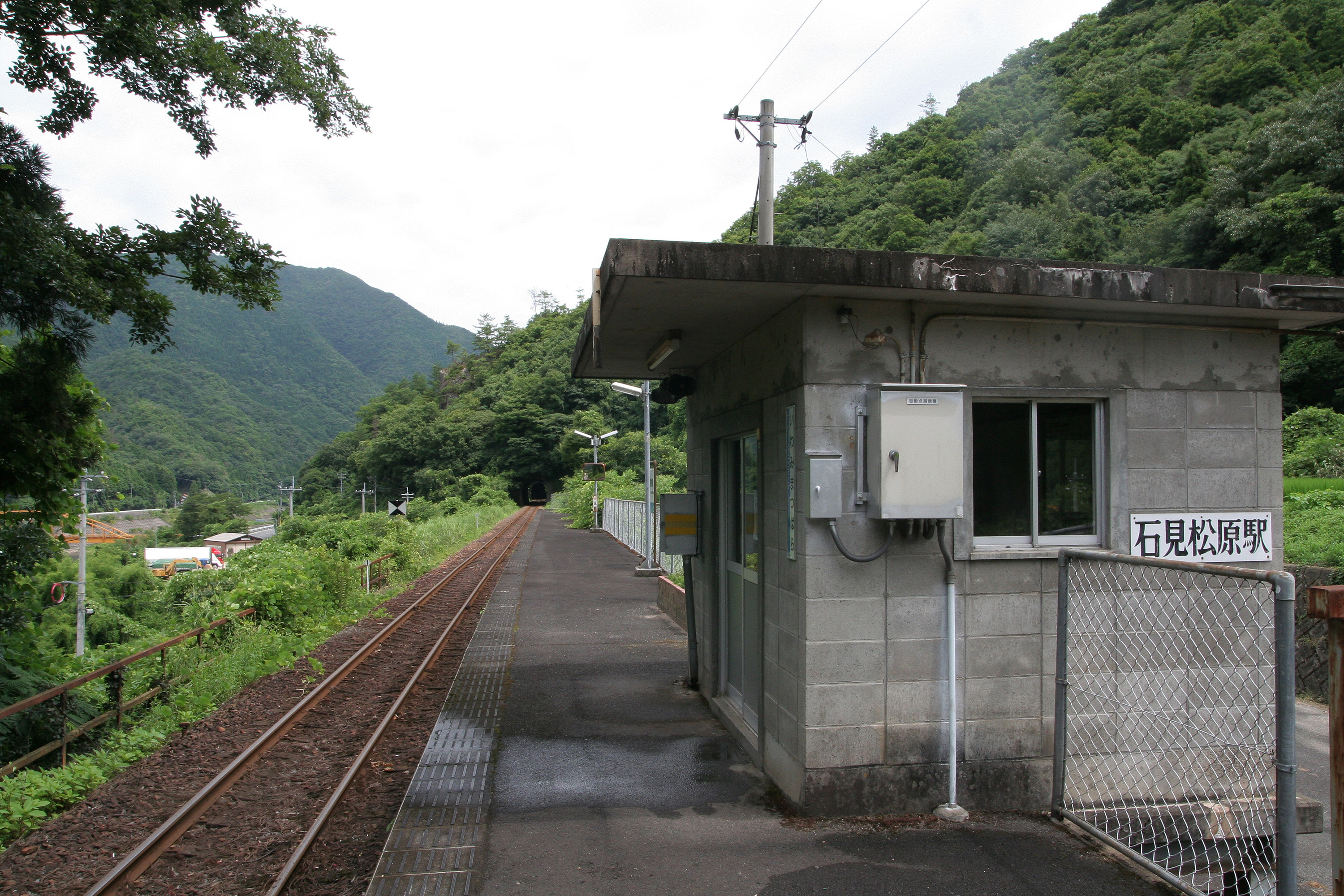
ホーム（2008年7月）

## 利用状況
近年の1日平均乗車人員は以下の通りである。なお、1994年度は10人、1984年度は15人だった。
| 乗車人員推移 | 乗車人員推移 |
| 年度         | 1日平均人数  |
| ------------ | ------------ |
| 1999         | 9            |
| 2000         | 9            |
| 2001         | 10           |
| 2002         | 9            |
| 2003         | 11           |
| 2004         | 5            |
| 2005         | 7            |
| 2006         | 5            |
| 2007         | 5            |
| 2008         | 3            |
| 2009         | 1            |
| 2010         | 1            |
| 2011         | 1            |
| 2012         | 2            |
| 2013         | 1            |
| 2014         | 2            |
| 2015         | 2            |
| 2016         | 2            |
| 2017         | 3            |

## 駅周辺

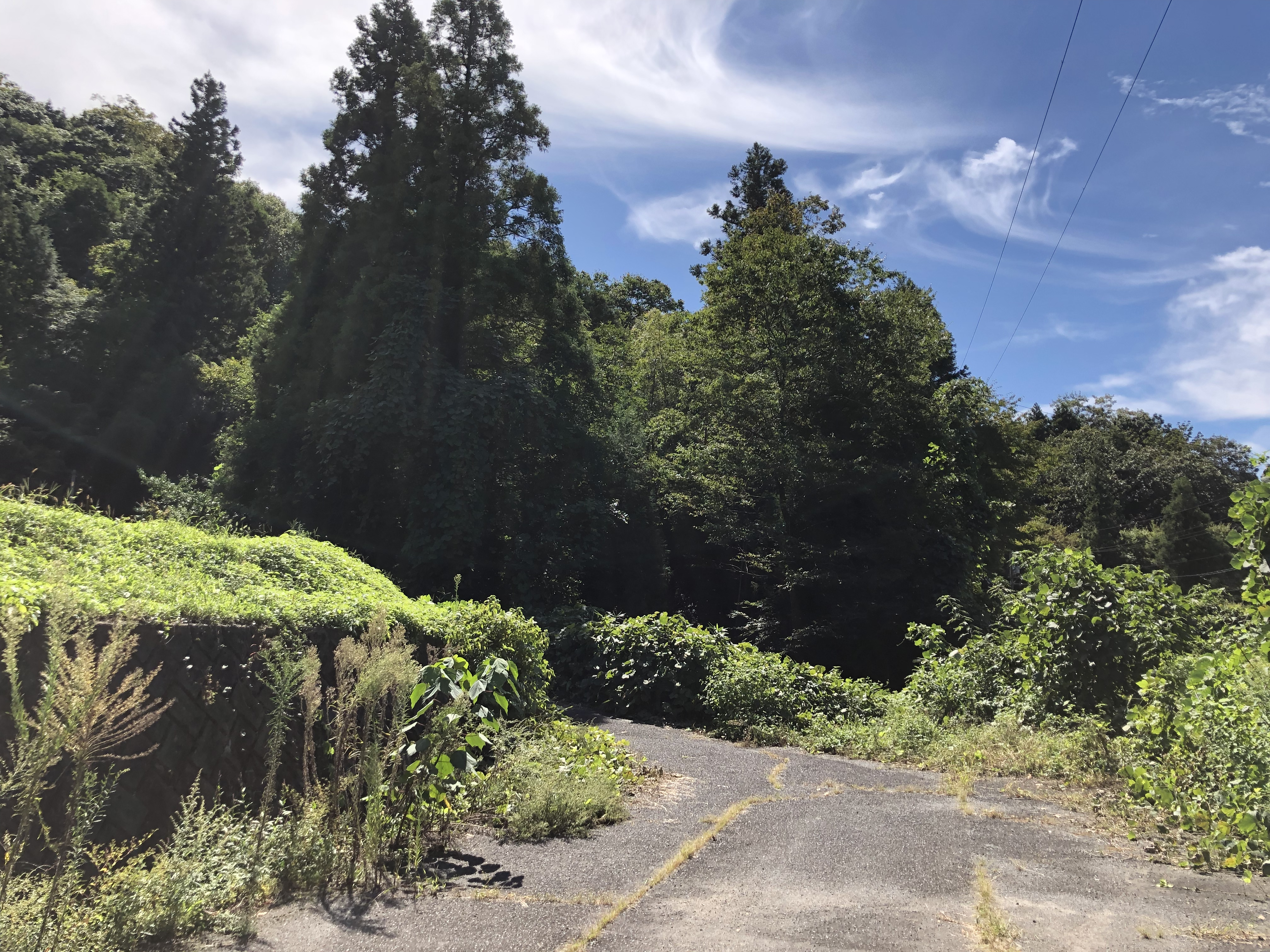
駅周辺。草木が多い茂っており、自動車での通行は困難となっている（2019年9月）

駅脇には住宅等はほとんどない。江の川の対岸にある。
- 江の川
- 都賀行郵便局
- 都賀行交流センター
- 国道375号

## その他
- 三江線活性化協議会により、石見神楽の演目名にちなんだ「戻り橋」の愛称が付けられていた。当駅の所在地であった旧大和村は、江の川に架かる7つの橋で知られていた[2]。

## 隣の駅
西日本旅客鉄道（JR西日本）
 三江線
潮駅 - 石見松原駅 - 石見都賀駅

#### 統計資料
1. ↑  “島根県統計書”. しまね統計情報データベース.   島根県政策企画局. 2025年2月5日閲覧。